# Telesforo (divinità)
Telesforo (in greco antico: Τελεσφόρος?, Telesphóros) è un personaggio della mitologia greca, era figlio di Asclepio e dio della convalescenza. Spesso accompagnato da sua sorella, Igea.

## Mitologia
Era rappresentato con il capo coperto da un cappuccio o berretto frigio ed un lungo mantello. Era il dio della giovinezza  e della guarigione. Probabilmente il culto è nato intorno all'anno 100 nell'area di Pergamo (a lui è infatti dedicato un tempio nell'Asklepieion di Pergamo), come parte del grande culto di Asclepio presente nella zona. La sua popolarità è aumentata nel secondo secolo dopo Epidauro.
Le sue rappresentazioni si trovano principalmente in Anatolia e nelle regioni nei pressi del Danubio.